# Котайк (футбольний клуб)
«Котайк» (вірм. Ֆուտբոլային Ակումբ „Կոտայք“ Աբովյան) — колишній професіональний вірменський футбольний клуб з міста Абовян.

## Хронологія назв
- 1955—1961: «Котайк» (Елар)
- 1961—2005: «Котайк» (Абовян)
- 2005—2006: «Естеглал-Котайк» (Абовян)
- 2006; 2016 — «Котайк» (Абовян)

## Історія

Старий логотип клубу

Заснований у 1955 році, «Котайк» один з найстаріших футбольних клубів Вірменії. У 1978 році клуб дебютував у 4-й зоні Другої ліги чемпіонату СРСР. У 1984 році зайняв перше місце в своїй групі, після чого став переможцем фінальної частини турніру, завдяки цьому здобув путівку до Першої ліги СРСР. У 1985—1991 роках виступав у другому за силою дивізоні радянського чемпіонату.
У 1992 році був одним з учасників першого розіграшу незалежного чемпіонату Вірменії серед команд Вищої ліги. У 1995 році об'єднався з іншим клубом з Абовяна, «Бананц» (Єреван). У сезоні 1996/97 року команда дебютувала в єврокубках. У Кубку володарів Кубків в домашньому поєдинку «Котайк» переміг АЕК (Ларнака) з рахунком 1:0, але на виїзді з рахунком 0:5 поступився кіпріотам й припинив боротьбу в турнірі. Напередодні початку сезону 1998 року через фінансові проблеми клуб змушений був відмовитися від участі в національному чемпіонаті. Згодом відновив свої виступи в Другій лізі. У 2000 році зайняв 4-те місце, але через розширення Вищої ліги в сезоні 2001 року стартував в еліті вірменського футболу. У 2003 році брав участь у розіграші Кубка Інтертото. У 2005 році змінив свою назву на «Естеглал-Котайк».
У 2006 році футболісти команди довгий час не отримували зарплату і на знак протесту відмовилися від тренувань. Через 2 дні деякі борги були погашені. Однак клуб був позбавлений можливості взяти участь в розіграші Кубка країни-2006, оскільки абовянська команда не оплатила обов'язковий внесок.
У підсумку через фінансову кризу в 2006 році команда була змушена знятися з чемпіонату. І навіть після втручання президента клубу Артема Скуртовшвілі він був розформований.
У червні 2016 року вірменські інтернет-ресурси повідомили, що клуб повертається до професіонального футболу, при цьому він залучає до своїх лав значну кількість працівників з провінції Котайк під керівництвом Самвела Петросяна. Після декількох зіграних матчів у Першій лізі Вірменії, клуб через фінансові труднощі був змушений припинити свої виступи в чемпіонаті.

## Досягнення

### Радянський період
- Друга ліга чемпіонату СРСР
  -  Чемпіон (1): 1984

- Кубок Першої ліги СРСР
  -  Володар (1): 1991

- Чемпіонат Вірменської РСР
  -  Чемпіон (4): 1967, 1973, 1975, 1976

- Кубок Вірменської РСР
  -  Володар (3): 1975, 1976, 1977

### Незалежна Вірменія
- Кубок Вірменії
  -  Фіналіст (2): 1995, 1995/96

## Статистика виступів

### Національний чемпіонат
Легенда: Іг — матчі, В — перемоги, Н — нічиї, П — поразки, ЗМ — забиті м'ячі, ПМ — пропущені м'ячі, +/- — різниця м'ячів, О — очки, червоний колір — пониження, зелений колір — пониження, фіолетивий колір — реорганізація, зміна назви клубу чи турніру
| Радянський Союз (1978—1991)            |                     |        |                                 |                                 |                                 |                                 |                                 |                                 |                                 |                                 |       |
| Сезон                                  | Ліга                | Рівень | Іг                              | В                               | Н                               | П                               | ЗМ                              | ПМ                              | +/-                             | О                               | Місце |
| 1978                                   | Друга ліга — 4 зона | 3      | 46                              | 23                              | 5                               | 18                              | 66                              | 64                              | +2                              | 51                              | 7.    |
| 1979                                   | Друга ліга — 4 зона | 3      | 46                              | 26                              | 6                               | 14                              | 83                              | 43                              | +40                             | 58                              | 5.    |
| 1980                                   | Друга ліга — 9 зона | 3      | 30                              | 19                              | 4                               | 7                               | 62                              | 24                              | +38                             | 42                              | 2.    |
| 1981                                   | Друга ліга — 9 зона | 3      | 44                              | 29                              | 10                              | 5                               | 79                              | 37                              | +42                             | 68                              | 1.    |
| 1981                                   | Фінал 1             | 3      | 4                               | 2                               | 0                               | 2                               | 7                               | 9                               | -2                              | 4                               | 2.    |
| 1982                                   | Друга ліга — 9 зона | 3      | 32                              | 23                              | 3                               | 6                               | 80                              | 29                              | +51                             | 49                              | 1.    |
| 1982                                   | Фінал 1             | 3      | 4                               | 1                               | 1                               | 2                               | 3                               | 5                               | -2                              | 3                               | 3.    |
| 1983                                   | Друга ліга — 9 зона | 3      | 32                              | 18                              | 10                              | 4                               | 72                              | 40                              | +32                             | 46                              | 2.    |
| 1984                                   | Друга ліга — 9 зона | 3      | 32                              | 21                              | 4                               | 7                               | 66                              | 34                              | +32                             | 46                              | 1.    |
| 1984                                   | Фінал 2             | 3      | 4                               | 2                               | 2                               | 0                               | 5                               | 3                               | +2                              | 6                               | 1.    |
| 1985                                   | Перша ліга          | 2      | 42                              | 16                              | 5                               | 21                              | 54                              | 65                              | -11                             | 37                              | 10.   |
| 1986                                   | Перша ліга          | 2      | 46                              | 14                              | 13                              | 19                              | 46                              | 54                              | -8                              | 40                              | 19.   |
| 1987                                   | Перша ліга          | 2      | 42                              | 15                              | 8                               | 19                              | 55                              | 59                              | -4                              | 38                              | 13.   |
| 1988                                   | Перша ліга          | 2      | 42                              | 14                              | 7                               | 21                              | 55                              | 83                              | -28                             | 35                              | 18.   |
| 1989                                   | Перша ліга          | 2      | 42                              | 15                              | 14                              | 13                              | 47                              | 40                              | +7                              | 44                              | 9.    |
| 1990                                   | Перша ліга          | 2      | 38                              | 12                              | 9                               | 17                              | 41                              | 49                              | -8                              | 33                              | 14.   |
| 1991                                   | Перша ліга          | 2      | 42                              | 15                              | 7                               | 20                              | 30                              | 48                              | -18                             | 37                              | 17.   |
| Вірменія (1992—2016)                   |                     |        |                                 |                                 |                                 |                                 |                                 |                                 |                                 |                                 |       |
| Сезон                                  | Ліга                | Рівень | Іг                              | В                               | Н                               | П                               | ЗМ                              | ПМ                              | +/-                             | О                               | Місце |
| 1992                                   | Вища ліга           | 1      | 22                              | 7                               | 3                               | 12                              | 32                              | 45                              | -13                             | 17                              | 7.    |
| 1993                                   | Вища ліга           | 1      | 28                              | 9                               | 1                               | 18                              | 57                              | 76                              | -19                             | 19                              | 11.   |
| 1994                                   | Вища ліга           | 1      | 28                              | 12                              | 3                               | 13                              | 73                              | 53                              | +20                             | 27                              | 7.    |
| 1995/96                                | Вища ліга           | 1      | 22                              | 11                              | 3                               | 8                               | 31                              | 33                              | -2                              | 36                              | 6.    |
| 1996/97                                | Вища ліга           | 1      | 22                              | 8                               | 4                               | 10                              | 41                              | 27                              | +14                             | 28                              | 7.    |
| 1997                                   | Вища ліга           | 1      | 18                              | 5                               | 4                               | 9                               | 31                              | 33                              | -2                              | 19                              | 7.    |
| 1998                                   | Вища ліга           | 1      | Клуб знявся до початку змагань. | Клуб знявся до початку змагань. | Клуб знявся до початку змагань. | Клуб знявся до початку змагань. | Клуб знявся до початку змагань. | Клуб знявся до початку змагань. | Клуб знявся до початку змагань. | Клуб знявся до початку змагань. | –.    |
| У 1998—1999 роках клуб не виступав.    |                     |        |                                 |                                 |                                 |                                 |                                 |                                 |                                 |                                 |       |
| 2000                                   | Перша ліга          | 2      | 16                              | 9                               | 1                               | 9                               | 36                              | 27                              | +9                              | 28                              | 4.    |
| 2001                                   | Прем'єр-ліга        | 1      | 22                              | 3                               | 3                               | 16                              | 19                              | 65                              | -46                             | 12                              | 10.   |
| 2002                                   | Прем'єр-ліга        | 1      | 22                              | 2                               | 5                               | 15                              | 17                              | 62                              | -45                             | 11                              | 11.   |
| 2003                                   | Прем'єр-ліга        | 1      | 28                              | 8                               | 7                               | 13                              | 29                              | 56                              | -27                             | 31                              | 5.    |
| 2004                                   | Прем'єр-ліга        | 1      | 28                              | 6                               | 6                               | 16                              | 31                              | 54                              | -23                             | 24                              | 7.    |
| 2005                                   | Прем'єр-ліга        | 1      | 20                              | 8                               | 7                               | 5                               | 22                              | 19                              | +3                              | 31                              | 4.    |
| 2006                                   | Прем'єр-ліга        | 1      | Клуб знявся до початку змагань  | Клуб знявся до початку змагань  | Клуб знявся до початку змагань  | Клуб знявся до початку змагань  | Клуб знявся до початку змагань  | Клуб знявся до початку змагань  | Клуб знявся до початку змагань  | Клуб знявся до початку змагань  | –.    |
| У 2006—2016 роках клуб був неактивним. |                     |        |                                 |                                 |                                 |                                 |                                 |                                 |                                 |                                 |       |
| 2016/17                                | Перша ліга          | 2      | 28                              |                                 |                                 |                                 |                                 |                                 |                                 |                                 |       |

### Виступи в єврокубках
| Сезон   | Турнір                      | Раунд | Суперник      | 1 матч | 2 матч |
| ------- | --------------------------- | ----- | ------------- | ------ | ------ |
| 1996/97 | Кубок володарів кубків УЄФА | Кв.р. | АЕК (Ларнака) | 1 — 0  | 0 — 5  |
| 2003    | Кубок Інтертото             | 1Р    | 1. ФК «Брно»  | 0 — 1  | 3 — 2  |

- Жомашні матчі виділені жирним шрифтом

| Турнір                      | Матчі | Перемоги | Нічиї | Поразки | Забитих м'ячів | Пропущених м'ячів |
| --------------------------- | ----- | -------- | ----- | ------- | -------------- | ----------------- |
| Кубок володарів кубків УЄФА | 2     | 1        | 0     | 1       | 1              | 5                 |
| Кубок Інтертото             | 2     | 1        | 0     | 1       | 3              | 3                 |
| Загалом                     | 4     | 2        | 0     | 2       | 4              | 8                 |

## Відомі гравці
- Самвел Аракелян

## Відомі тренери
- Аркадій Андріасян (1979—1981)
- Фелікс Веранян (1984—1985)
- Аркадій Андріасян (1986)
- Фелікс Веранян (1987)
- Сурен Барсегян (1988)
- Назар Петросян (1989—1990)
- Аркадій Андріасян (1991)
- Самвел Петросян (1991)
- Назар Петросян (1992)
- Оганес Абрамян (1992)
- Назар Петросян (1993—1994)
- Едуард Арутюнян (1995)
- Самвел Петросян (1995 — жовтень 1996)
- Фелікс Веранян (жовтень 1996—1997)
- Самвел Петросян (1997)
- Едуард Арутюнян (2001—2002)
- Рафаел Галустян (2002 — серпень 2003)
- Андранік Григорян (серпень 2003 — червень 2004)
- Акоп Мкрян (червень — серпень 2004)
- Геворг Камалян (серпень — жовтень 2004)
- Мартірос Хачатрян (жовтень 2004—2005)
- Арсен Чилінгарян (2005)
- Мартірос Хачатрян (2005—2006)

## Відомі президенти
| Президент       | Період    |
| --------------- | --------- |
| Саркіс Ісраелян | 1995—1998 |
| Сергій Погосов  | 2001—2003 |
| Карлен Торосян  | 2003—2004 |
| Гагік Цуракян   | 2004—2006 |